# Antonio Gálvez Arce
Antonio Gálvez Arce (Torreagüera, Murcia, 29 de junio de 1819 - ibidem, 28 de diciembre de 1898), conocido popularmente como Antonete, fue un labrador, político y revolucionario español. Su implicación en diversas insurrecciones, especialmente la Rebelión cantonal de 1873, hizo de él una de las figuras más destacadas del republicanismo federal del último tercio del siglo XIX en España.

## Biografía

### Primeros años y padrinazgo del marqués de Camachos
Antonio Gálvez nació en la localidad rural de Torreagüera –pedanía del municipio de Murcia– en 1819, en las postrimerías del Antiguo Régimen. Sus padres eran Antonio Gálvez Martínez y María Arce Cárceles, labradores propietarios de un minifundio, vinculado al cabildo catedralicio de Murcia y de rendimiento tan pobre que debían recurrir frecuentemente al arrendamiento de otros terrenos. Este hecho provocó en Gálvez Martínez un profundo anticlericalismo, que inculcó a su hijo junto a la aversión contra las clases dirigentes de la capital murciana, a las cuales tuvieron que ofrecer su trabajo cuando aquellas se hicieron con las mejores parcelas durante las primeras desamortizaciones del reinado de Isabel II.
Siendo muy joven tuvo que abandonar la instrucción reglada en la escuela para trabajar junto a su padre, aunque continuó recibiendo clases fuera de hora, y tomó su primer contacto con la política activa mediante su asociación al marqués de Camachos, quien dirigía la delegación murciana del Partido Progresista del regente Baldomero Espartero. En 1843 tuvo lugar en Valencia el pronunciamiento moderado encabezado por el mariscal de campo Ramón María Narváez, y el general Antonio Ros de Olano trató de extender su movimiento sobre la provincia de Murcia. Avanzando desde Cartagena al frente de 4000 efectivos, esperaba ocupar la capital provincial sin mayores contratiempos, pero hubo de retirarse a causa de la resistencia opuesta, entre otras unidades, por la compañía de milicianos nacionales de Torreagüera, integrada por un Antonete Gálvez de 24 años y comandada por su padre, a la sazón teniente. Su triunfo se tornó estéril, sin embargo, cuando Murcia terminó por capitular en vista de que la sublevación moderada había tenido mejor fortuna en el resto del país.
Ese mismo año contrajo nupcias con su prima María Dolores Arce Tomás, con la que tendría cuatro hijas y dos hijos varones, y se mudó a la vivienda de sus suegros en el Huerto de San Blas. Su relación con el marqués de Camachos también progresó, y se convirtió en su persona de confianza en un partido que había pasado a la candestinidad. La Revolución de 1854 supuso una oportunidad de devolver a la facción progresista al poder ejecutivo después de diez años, y Gálvez contribuyó a su éxito liderando una partida de huertanos reclutados por él mismo en Algezares, Beniaján y Torreagüera, junto a los cuales penetró en Murcia e instaló a su valedor Camachos como máxima autoridad regional.
La revolución que dio paso al Bienio Progresista reportó a Camachos la presidencia de la Diputación Provincial, y aunque sus colaboradores fueron recompensados con empleos en el Ayuntamiento, los campesinos vieron desatendidas las promesas que habían recabado a cambio de su cooperación en la revuelta. En cuanto a su cabecilla Antonete, el marqués procuró que tuviera trato de favor en la subasta de parcelas fruto de la desamortización promovida por Pascual Madoz, haciendo de su protegido uno de los mayores contribuyentes de su pedanía. No obstante, la relación entre noble y plebeyo se agrió en 1856, cuando Camachos no opuso resistencia al pronunciamiento del general Leopoldo O'Donnell, frente al criterio de Gálvez. Decepcionado, él y sus partidarios de la huerta buscaron amparo en el Partido Democrático, virando sucesivamente hacia las corrientes de la formación más escoradas a la izquierda: republicanismo ante monarquismo, republicanismo federal ante unitario, y, por último, federalismo «intransigente» frente a «benévolo».

### La Revolución de 1868 y el Pacto Federal de Córdoba
En los años transcurridos entre la configuración de los gobiernos de la Unión Liberal y la crisis final del reinado de Isabel II, Gálvez permaneció entregado a los negocios, amasando una modesta fortuna basada en el contrabando y la acumulación y explotación de terrenos agrícolas, lo cual le reveló como el mayor contribuyente de Torreagüera en los registros de 1869. No obstante, desde 1866 y paralelamente a la suscripción del Pacto de Ostende por los partidos Progresista y Democrático –y, de forma más tardía, por la Unión Liberal–, entró en contacto con el general Juan Prim, quien le hizo partícipe de unas intrigas en las que el objetivo no era ya cambiar el signo del gobierno sino derrocar el régimen isabelino por completo.
La conspiración cristalizó en la Revolución de 1868, conocida como «La Gloriosa». Aunque su escenario primario fue Andalucía, donde se libró a finales de septiembre la decisiva batalla del puente de Alcolea, sus chispas prendieron también en la Región murciana. Así, Cartagena se sumó a la sublevación únicamente después de que Prim se presentara en la plaza, y Antonete tuvo la oportunidad de desempeñar un papel en la misma mediante la interceptación por parte de sus milicias de las tropas regulares realistas que se retiraban de la ciudad portuaria. La marcha de Isabel II al exilio en Francia abría paso al Sexenio Democrático, periodo que comenzó con la instauración de un Gobierno Provisional conformado por el Partido Progresista de Juan Prim y la Unión Liberal de Francisco Serrano y Domínguez, quedando excluidos los demócratas con razón de las desavenencias en el reparto de ministerios. El debate monarquía-república provocó además una escisión en estos últimos, que finalizó con una mayoría de sus miembros, Gálvez incluido, decantándose por la opción republicana y la refundación del grupo político como Partido Republicano Democrático Federal.
Entretanto, las elecciones a Cortes Constituyentes se saldaron con la victoria de la coalición que sostenía el Gobierno Provisional, de manera que éste se sintió respaldado para promulgar la Constitución de 1869, que declaraba la monarquía como modelo de Estado. El Gobierno Provisional fue reemplazado por la regencia de Serrano, quien junto a Prim como presidente del Consejo de Ministros se enfrascó en la tarea de buscar en las cortes europeas un candidato para la corona de España. Con todo, existían otras preocupaciones, pues la rebelión cubana ocasionó que el Gobierno no solo se desentendiera de su resolución de suprimir el impopular servicio militar obligatorio, sino que además decretó una nueva quinta de 25 000 hombres.
En este contexto se producía el salto de Antonete a la política orgánica, primero con su elección como concejal del Ayuntamiento de Murcia, y luego con su selección como uno de los representantes murcianos en la asamblea federalista que tuvo lugar en Córdoba en junio de 1869, junto a Jerónimo Poveda Nouguerou y Diego Ruiz Espada. A la reunión acudieron también los comisionados andaluces y extremeños, y de ella derivó el desconocimiento de los adversos resultados de las elecciones constituyentes, que entendían mediatizadas por el Gobierno. En consecuencia se interpretó justificada la proclamación de la República Federal «desde abajo» por métodos violentos, y se rubricó el compromiso de impulsar un levantamiento coordinado por parte de las delegaciones coaligadas.
Siempre bajo la presión de las clases humildes que padecían el llamado a filas, y frente a la actitud contemporizadora de la minoría republicana «benévola» en el Congreso de los Diputados, otras asambleas similares habían sido o se disponían a ser demandadas por los comités provinciales del resto de España: hubo pactos en Tortosa –con representación de los territorios de la antigua Corona de Aragón–, Valladolid –con el Pacto Federal Castellano como efecto–, Santiago de Compostela y Éibar. Todos ellos fueron encuadrados en el Pacto Nacional suscrito en Madrid, que creaba una entidad de dirección permanente, el Consejo Federal.

### El levantamiento de 1869 y el primer exilio

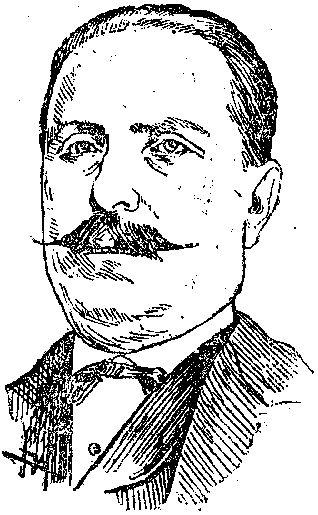
Jerónimo Poveda, lugarteniente de Gálvez, en una ilustración de El Liberal de Murcia (1904).

A finales de septiembre de 1869, los republicanos federales de la provincia de Murcia se encontraban en plena agitación prerrevolucionaria. El día 27, una comisión cartagenera despachada por José Prefumo apremiaba a ponerse de inmediato a la cabeza de una revuelta a Antonio Gálvez, quien esperaba órdenes de la Asamblea de Córdoba para poner en marcha los tres batallones de Voluntarios de la Libertad cuya lealtad asumían tener los republicanos: uno conducido por el gerente industrial Rufino Marín-Baldo, otro por el tendero José María Cayuela y por último el capitaneado por Antonete. Empero, el gobernador civil Juan José Norato era conocedor de los complots que se estaban urdiendo en su jurisdicción, y se esforzaba en atraerse a los jefes de los dos batallones no dependientes del torreagüereño. Finalmente, desde Córdoba llegaron instrucciones disponiendo la sublevación simultánea de Cartagena y Murcia para el 1 de octubre, y aunque Marín-Baldo y Cayuela, murcianos de ciudad ambos, se excusaron en la opinión de sus oficiales para decidir no pronunciarse, Gálvez confió en su palabra de que permitirían a los soldados unirse individualmente a él.
La noche del día 1, Antonete acantonó a sus milicianos en Beniaján y asaltó un tren cargado de munición, mientras Jerónimo Poveda partía con algunos hombres desde Murcia hacia Espinardo, donde sustrajo un centenar de fusiles. A la mañana siguiente, el cabecilla rural se alzó en armas en la sierra de Miravete, situada entre Cartagena y la capital provincial, y Poveda trataba de penetrar en Murcia para recabar la fidelidad de los voluntarios, solo para encontrarse con que Marín-Baldo y Cayuela los habían confinado con engaños en el Teatro Romea, donde los mantuvieron todo el día. Al mismo tiempo, el gobernador desplegó seis compañías de confianza patrullando la urbe y a destacamentos de la Guardia Civil y el Cuerpo de Carabineros custodiando los accesos, de modo que los insurgentes acabaron rechazados y perseguidos hacia la sierra. En este punto, la moral de los seguidores de Poveda se desplomó, así que Poveda prefirió disolver su tropa y adherirse a Gálvez junto a los más comprometidos.
El día 3, una columna cuatro veces superior en número ascendió a las montañas y, fracasados los intentos de negociación, se enfrentó a los revolucionarios en combate, haciendo patentes sus carencias castrenses y forzándolos a retroceder hacia el interior de Miravete. El acoso gubernamental contra la partida, reducida a unos 250 militantes, no se había detenido cuando llegó una comunicación de Prefumo, afirmando que solo necesitaba de la presencia de un líder insurrecto para que Cartagena, que había permanecido pasiva hasta entonces, se decidiera a alzarse en solidaridad. Poveda decidió desplazarse a allí, pero cuando retornaba acompañado de cuatro compañías de voluntarios, a la altura de Pozo Estrecho, descubrió que la resistencia en Miravete se había desvanecido. Gálvez había tomado la determinación de cesar la contienda al comprobarse falto de víveres y municiones, mandando romper filas. Un número impreciso de sus camaradas terminó hecho prisionero, mientras que él consiguió escapar con algunos otros a Torrevieja, donde un pescador simpatizante accedió a transportarles a Argel. De allí pasó a vivir en Orán, siendo en este puerto sorprendido por la noticia de su condena a muerte en rebeldía por un tribunal militar.
Aún a pesar del descalabro de la operación, los desórdenes provocados y la fuga concedieron notoriedad a Gálvez, que desde su exilio norteafricano recurrió de nuevo al contrabando para ganarse el sustento. Recibió periódicamente las visitas de correligionarios, entre ellos Poveda, quien se afanaba ahora en probar ante el partido las maniobras de Marín-Baldo y Cayuela. Expulsados en consecuencia ambos, el segundo fue recompensado con la alcaldía de Murcia por su favor a la autoridad imperante, que a su vez tomó medidas en cuanto fueron reducidos los sediciosos: el batallón de voluntarios de Antonete fue disuelto y se proclamó el toque de queda en toda la provincia, con el capitán general de Valencia, Rafael Primo de Rivera y Sobremonte, ofreciendo 24 horas para que los rebeldes entregasen las armas.
El conato insurgente murciano, que había sido incitado desde Madrid por José María Orense y Enrique Rodríguez-Solís de cara a ofrecer un nexo de unión entre los focos de Andalucía y Levante, y que fue no obstante condenado por federalistas como Francisco Pi y Margall, tuvo réplicas igualmente estériles en el resto de España. Todas ellas fueron fácilmente sometidas, y los altercados redundaron en acontecimientos funestos tales como el bombardeo de Valencia por Primo de Rivera o el fusilamiento en Ibi de Froilán Carvajal, en adelante mártir del movimiento.

### Amnistía de 1870
En marzo de 1870 se decretó una amnistía que permitía el regreso a España de los implicados en el primer pronunciamiento republicano federal. Gálvez regresó a su casa familiar en Torreagüera.

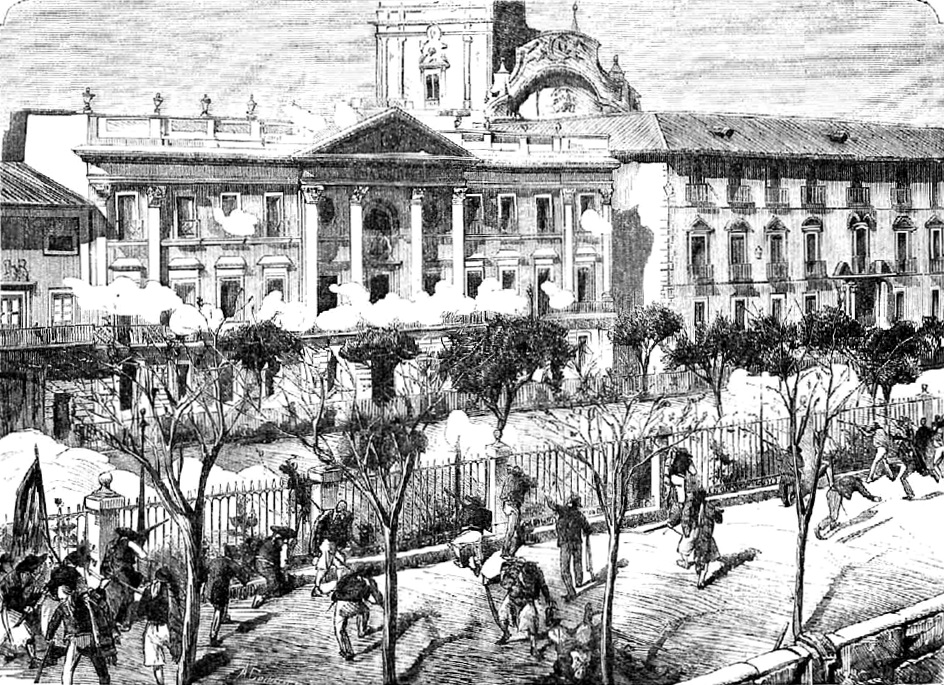
Toma del Ayuntamiento y del Gobierno civil por los insurrectos de Antonete, en La Ilustración Española y Americana (1872).

La Constitución de 1869, aprobada por las Cortes Generales convocadas tras la revolución, estableció finalmente la monarquía como forma de gobierno, por lo que se buscó un candidato entre la realeza europea, siendo finalmente Amadeo de Saboya, hijo de Víctor Manuel II, rey de la recién unificada Italia, el designado como nuevo rey de España, coronándose en 1871.

### El levantamiento de 1872
En 1872 se decretó una quinta para mantener las posesiones coloniales de un Imperio español en decadencia y para luchar, también, en las Guerras Carlistas. Los sectores más progresistas del pueblo murciano ligaron indisolublemente ambas reivindicaciones: la proclamación de la república federal y la abolición de las quintas. Gálvez acaudilló una nueva revolución en aquel entonces, apoyado por unas clases populares que ansiaban la supresión de dichas quintas.

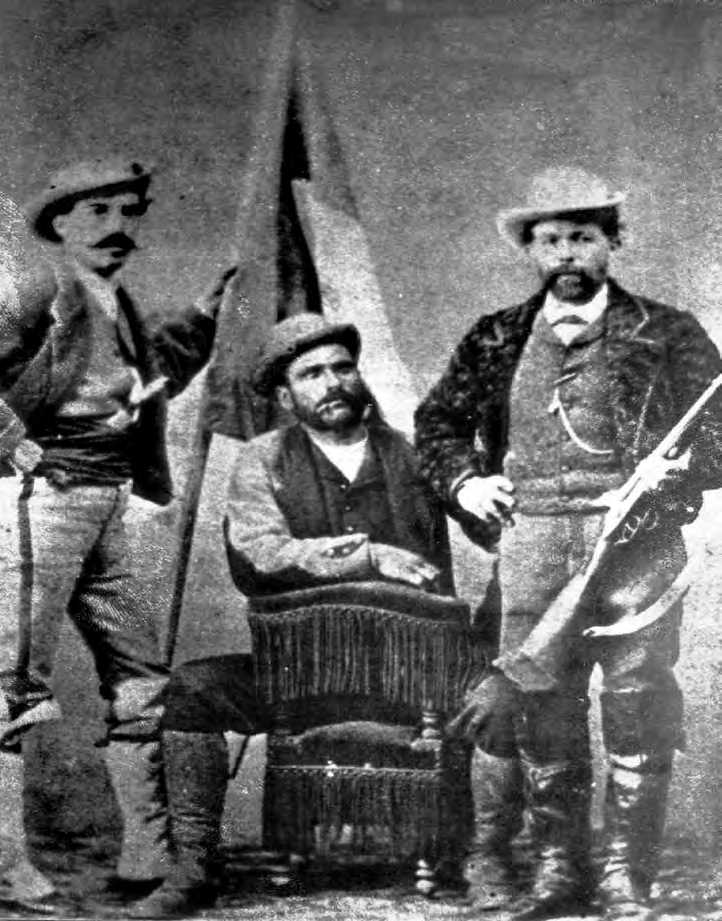
Antonete Gálvez (a la derecha) junto a su hijo Enrique (izquierda) y su cuñado (en el centro)

Antonete y sus partidarios, muchos de ellos desertores de las levas militares, volvieron a la sierra en 1872. En noviembre de aquel año, entró de nuevo en la ciudad de Murcia, en una osada acción militar que despertó la simpatía de algunos grupos populares, aunque sin consecuencias duraderas al ser rechazado por el ejército hacia la sierra y verse obligado a embarcar hacia Orán. No obstante, su rebeldía había puesto ya las bases para crear su aureola de héroe.

## La I República
La guerra carlista, el desasosiego colonial de Cuba, Puerto Rico y Filipinas, y los levantamientos republicanos junto a la inestabilidad gubernamental llevaron al rey Amadeo I a abdicar en febrero de 1873.
Las columnas guerrilleras de Antonete Gálvez entraron triunfantes en Murcia capital, recibidas por una enfervorecida multitud, que daba vivas a su persona y a «la Federal». Se publicó el ansiado fin del servicio militar obligatorio y Amadeo I hizo solemne su renuncia al trono. El 10 de febrero de 1873 se proclamó la Primera República Española y el nuevo gobierno convocó elecciones generales a Cortes, siendo elegido diputado por Murcia Antonete Gálvez Arce.

### El Cantón

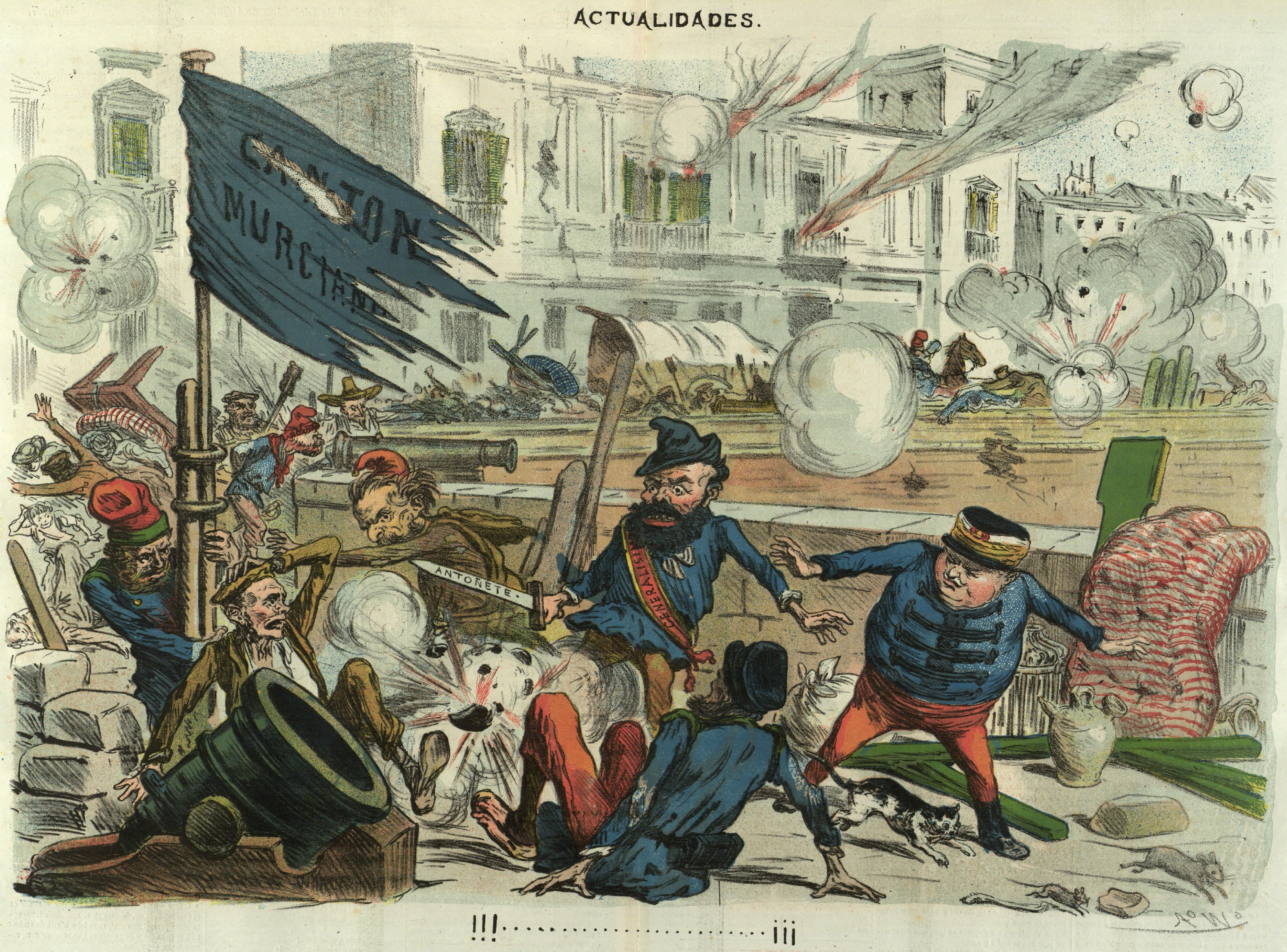
Antonete durante el bombardeo de Cartagena, ataviado con una banda de generalísimo y una espada, en una caricatura de Tomás Padró para La Madeja Política (diciembre de 1873).

A pesar de su fuerza aparente en las Cortes y en la calle, el republicanismo era minoritario entre los españoles. Además, estaba internamente dividido entre los federalistas moderados –que pretendían construir la federación desde arriba, desde el Estado– y los que, al igual que Antonete, deseaban una «Federal» desde abajo –que los Estados autónomos crearan la posterior federación–.
La debilidad de la república provocó una enorme inestabilidad política. Cuatro presidentes se sucedieron en el breve lapso de un año: Estanislao Figueras, Francisco Pi y Margall, Nicolás Salmerón y Emilio Castelar. Además, no se pudo poner en práctica el sistema federal porque el poder ejecutivo estaba absorbido por las complicaciones que conllevaban la tercera guerra carlista y los disturbios en Cuba y otras colonias. Viendo los federales exaltados que la aprobación del proyecto de Constitución Federal se alargaba indefinidamente, y con ella sus reivindicaciones, decidieron constituirse en cantones.
Manuel Cárceles Sabater proclamó el Cantón Murciano en Cartagena el 12 de julio de 1873, al que posteriormente se uniría Antonete tras proclamarlo en Murcia el día 14, extendiéndose la sublevación federal a buena parte de la región. Tras los sucesos de Cartagena, en donde Antonete consiguió que la marinería se uniera a la causa, varias capitales de provincia y otras poblaciones menores se constituyeron en cantón, tales como Valencia, Málaga o Motril. El gobierno republicano consiguió reprimir la insurrección en toda España salvo en la Región de Murcia, donde los rebeldes contaban con mayor implantación. El Cantón Murciano quedó reducido a la amurallada Cartagena en agosto de 1873, cuando las tropas centralistas de Arsenio Martínez Campos sofocaron los núcleos cantonales del resto de la región. Cartagena resistió el asedio hasta el mes de enero de 1874 gracias a las defensas de la ciudad y al apoyo de la marinería.
En enero de 1874 el bombardeo gubernamental sobre Cartagena era cada vez más intenso. La ciudad quedó prácticamente deshecha y la escasez de alimentos se hizo insoportable. El 11 de enero comenzó la rendición: las fuerzas que sitiaban la ciudad entraron y se dio por terminada la Rebelión cantonal. Gálvez volvió a ser condenado a la pena de muerte y tuvo que hacer frente a un nuevo exilio en Orán. Sin embargo, regresó a su tierra un año después para luchar contra la epidemia de cólera que estaba asolando la región.

## Últimos años
A su regreso, Gálvez tuvo que afrontar la situación que más había temido, el golpe de Estado del general Pavía puso fin a la República, y el Pronunciamiento de Sagunto del general Martínez Campos supuso la restauración de la monarquía borbónica en la persona de Alfonso XII, hijo de Isabel II. La Constitución Democrática de 1869 fue suspendida, y los derechos y las libertades quedaron drásticamente recortados. El 7 de abril de 1887 la mujer de Antonete falleció. Su esposo, perseguido y condenado a muerte, la acompañó hasta el último momento. La Guardia Civil se presentó en el entierro para detener al líder cantonal, pero el respeto y veneración que Antonete despertaba en todo el pueblo le procuró la libertad una vez más. En 1891, la justicia se pronunció, finalmente, a favor de Antonete Gálvez, que quedó libre y regresó a su casa, siendo elegido concejal del Ayuntamiento de Murcia. Durante este tiempo disfrutó asimismo de la amistad de políticos como Antonio Cánovas del Castillo.
Gálvez murió el 28 de diciembre de 1898. Su entierro se convirtió en una tumultuosa demostración de cariño popular. El obispo Tomás Bryan Livermore de la diócesis de Cartagena le negó cualquier sacramento y prohibió su entierro en suelo santo, pero 50 años más tarde fue trasladado al cementerio de su pueblo natal junto a sus paisanos y familiares.

## Legado

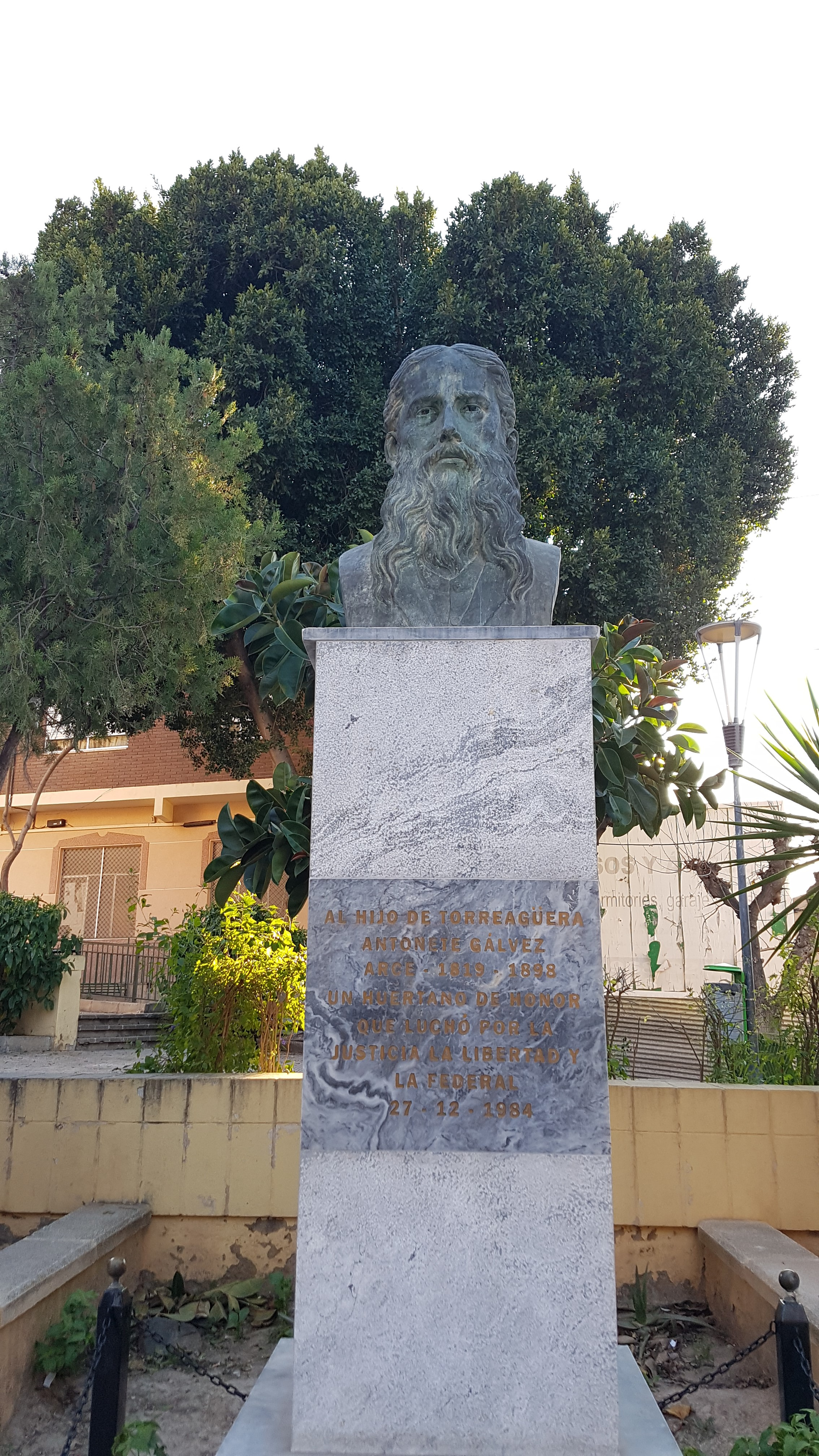
Busto de Antonete en Torragüera, obra de Hernández Navarro (1984).

### Cultura popular y reconocimiento
Los acontecimientos protagonizados por Antonio Gálvez causaron un gran impacto en la sociedad murciana contemporánea y aún la temporalmente posterior. Así, surgió en aquella época un cancionero popular inspirado por la vida del revolucionario, buena parte del cual se ha perdido antes de poder ser conservado, pero que pudo ser parcialmente recopilado mediante el álbum Cantata del tío Antonete Gálvez, obra del tenor Ginés Torrano y del grupo Los Cantonales publicada en 1978 bajo patrocinio de Radio Juventud de Murcia. Antes de ellos también se habían registrado otros intentos de conservar estas manifestaciones artísticas, tales como la inclusión de un romance referente a Gálvez en el libro El cancionero panocho, publicado en 1900 de mano de Pedro Díaz Cassou, Antonio López Almagro y Mariano García López.
A nivel político, su persona ha sido reivindicada en diferentes ocasiones y contextos. Así, durante la Segunda República le ofrendaba el historiador Antonio Puig Campillo una loa en la que se compara a Gálvez con políticos ilustres como el conde de Mirabeau, George Washington o Abraham Lincoln, la cual Vilar Ramírez (1993) califica de «hiperbólica» y a su autor de «apologista». Estallada la guerra civil, el diario Nuestra Lucha propuso en 1936, ante los proyectos del Ayuntamiento republicano de Murcia de demoler la estatua de Cristo en el castillo de Monteagudo, reformarla para convertirla en un homenaje a Antonete, a quien se aludía como «una figura cumbre del elemento más históricamente republicano».
Omitido de la memoria pública durante la dictadura de Francisco Franco, Antonete vio recuperada su personalidad a raíz del inicio de la construcción del Estado de las autonomías, con la edición del mencionado recopilatorio Cantata del tío Antonete Gálvez y su estudio por parte de académicos y autores varios. Así, si para 1981 el escritor y periodista Antonio Pérez Crespo  lo describía como «una especie de Emiliano Zapata de la huerta», cinco años después el dramaturgo y director del Teatro Romea Lorenzo Piriz-Carbonell le dedicaba la obra teatral Vivir para siempre vivir; Antonete Gálvez, en la que según el profesor de teatro Mariano de Paco Serrano «ha sabido llegar al célebre personaje del Cantón [...] desde una perspectiva actual y ha encontrado en él valores que exceden con mucho lo puramente localista».
En el ámbito institucional, no fue hasta 1998 cuando el pleno del consistorio murciano aprobó la distinción a título póstumo de «Hijo Predilecto de Murcia» para su antiguo concejal Antonio Gálvez, coincidiendo con la conmemoración del primer centenario de su fallecimiento. Desde principios del siglo XXI, círculos próximos al nacionalismo han empezado además a considerarle el «Padre de la Patria Murciana».

### El Huerto de San Blas
El Huerto de San Blas es la finca donde se encuentra la vivienda en la que residía la familia política de Antonete, y donde pasó a vivir desde el matrimonio con su esposa en 1843 hasta su fallecimiento en 1898. El huerto perteneció al Hospital de San Juan de Dios de Murcia, que lo ofrecía a la familia Arce en régimen de arrendamiento en unas condiciones que, según las investigaciones de Navarro Melenchón (2004), variaron a lo largo de los años a causa de las peticiones de rebaja por incidentes meteorológicos o pleitos acerca de las condiciones del contrato. Vilar Ramírez sostuvo en cambio que la propiedad fue desamortizada y adquirida por un hermano del marqués de Camachos, que igualmente la entregó en arriendo a Antonio Gálvez y sus parientes.
El transcurso del tiempo ha supuesto sin embargo su entrada en una fase de progresivo abandono. En 2002 su propiedad fue cedida al Ayuntamiento de Murcia, que, pese a los sucesivos proyectos de musealización que se han propuesto desde asociaciones y partidos políticos, no llevó a cabo ninguna medida de mantenimiento o puesta en valor. Así, en 2015 una inspección de arquitectos municipales describió su estado de conservación como «muy malo», a pesar de contar con un grado 2 de protección en el PGOU de Murcia.